# Version 2.0
Version 2.0 ist das zweite Studioalbum der US-amerikanisch-schottischen Rockband Garbage. Es erreichte in Frankreich, Neuseeland und dem Vereinigten Königreich Platz 1 der Charts und erhielt zahlreiche Platin-Auszeichnungen. Das Album erhielt zwei Nominierungen für den Grammy in den Kategorien Album des Jahres und Bestes Rockalbum, zudem wurde die ausgekoppelte Single Special in den Kategorien Bester Rocksong und Beste Rock-Performance eines Duos oder einer Gruppe mit Gesang nominiert.

## Titelliste
1. Temptation Waits – 4:36
2. I Think I’m Paranoid – 3:38
3. When I Grow Up – 3:23
4. Medication – 4:06
5. Special – 3:43
6. Hammering in My Head – 4:52
7. Push It – 4:02
8. The Trick Is to Keep Breathing – 4:11
9. Dumb – 3:50
10. Sleep Together – 4:03
11. Wicked Ways – 3:43
12. You Look So Fine – 5:25

## Rezeption
Bei Allmusic wurde das Album von Stephen Thomas Erlewine mit 3 von 5 Sternen bewertet. Version 2.0 sei weder eine vollkommene Rundumerneuerung noch eine besondere Weiterentwicklung. Alles, was Garbage mit ihrem Debütalbum Erfolg brachte, sei auch auf diesem Album zu finden: Shirley Mansons verführerische Intensität, eine starke Sensibilität für Popmusik und eine Produktion zwischen Alternative Rock und Techno. Dem Album fehle die Direktheit des Vorgängers. Zwar seien die Lieder insgesamt hörbar, aber die Art der Produktion sorge dafür, dass die Lieder gleich klängen.
Uwe Schütte von Spiegel Online bezeichnete Version 2.0 als „ein wenig einheitlicher und kompakter als ihr Vorläufer.“ Besonders hervorgehoben werden die langsameren Lieder wie Medication und The Trick is To Keep Breathing, das er als Höhepunkt des Albums sieht.

## Kommerzieller Erfolg

### Chartplatzierungen
Im Gegensatz zu Garbages Debütalbum konnte sich Version 2.0 im deutschsprachigen Raum insgesamt besser positionieren. In Deutschland stieg das Album bis auf Platz 4 und hielt sich 25 Wochen in den Charts. Erstmals platzieren konnten sich Garbage in Österreich auf Platz 4 und in der Schweiz auf Platz 17.
Ein langanhaltender Charterfolg war das Album in den Vereinigten Staaten, wo es bis auf Platz 13 stieg und sich 70 Wochen in den Charts hielt. Im Vereinigten Königreich hielt sich Version 2.0 ebenfalls über ein Jahr in den Charts und erreichte Platz 1. Die Spitzenposition erreichte es auch in Frankreich und Neuseeland. Des Weiteren platzierte sich das Album in den Niederlanden auf Platz 22, im flandrischen Teil Belgiens auf Platz 3, im wallonischen Teil Belgiens auf Platz 2, in Schweden auf Platz 12, in Finnland auf Platz 6, in Norwegen auf Platz 4 und in Australien auf Platz 5.
| ChartsChartplatzierungen       | Höchstplatzierung | Wochen |
| ------------------------------ | ----------------- | ------ |
| Deutschland (GfK)              | 4 (26 Wo.)        | 26     |
| Österreich (Ö3)                | 4 (16 Wo.)        | 16     |
| Schweiz (IFPI)                 | 17 (16 Wo.)       | 16     |
| Vereinigte Staaten (Billboard) | 13 (70 Wo.)       | 70     |
| Vereinigtes Königreich (OCC)   | 1 (78 Wo.)        | 78     |

| ChartsJahrescharts (1998)    | Platzierung |
| ---------------------------- | ----------- |
| Deutschland (GfK)            | 67          |
| Vereinigtes Königreich (OCC) | 43          |

### Auszeichnungen für Musikverkäufe
| Land/Region                  | Auszeichnungen für Musikverkäufe (Land/Region, Auszeichnung, Verkäufe) | Verkäufe  |
| ---------------------------- | ---------------------------------------------------------------------- | --------- |
| Australien (ARIA)            | Platin                                                                 | 70.000    |
| Belgien (BRMA)               | Gold                                                                   | (25.000)  |
| Europa (IFPI)                | Platin                                                                 | 1.000.000 |
| Frankreich (SNEP)            | 2× Gold                                                                | (200.000) |
| Kanada (MC)                  | Platin                                                                 | 100.000   |
| Neuseeland (RMNZ)            | Platin                                                                 | 15.000    |
| Schweden (IFPI)              | Gold                                                                   | (40.000)  |
| Spanien (Promusicae)         | Platin                                                                 | (100.000) |
| Vereinigte Staaten (RIAA)    | Platin                                                                 | 1.000.000 |
| Vereinigtes Königreich (BPI) | 2× Platin                                                              | (600.000) |
| Insgesamt                    | 4× Gold · 8× Platin ·                                                  | 2.185.000 |